# Be Quick (korfbal)
Be Quick is een Nederlandse dameskorfbalvereniging uit Nuland. De club won in zijn clubhistorie drie nationale veldtitels en één keer Beker en twee keer de nationale zaaltitel.

## Geschiedenis
De club is opgericht op 14 juni 1950. De clubnaam is een Engelse vertaling van wees snel, echter was dit niet de originele clubnaam. In eerste instantie heette de club D.E.S., maar toen bleek dat deze naam al in gebruikt was van een andere korfbalclub werd er gekozen voor een nieuwe naam.

## Erelijst
- Nederlands kampioen veldkorfbal, 3x (2009, 2015, 2018)
- Nederlands Bekerkampioen, 1x (2004)
- Nederlands kampioen zaalkorfbal, 2x (2023 en 2024)